# Drežnica (Ogulin)
 Drežnica  falu Horvátországban, Károlyváros megyében. Közigazgatásilag Ogulinhoz tartozik.

## Fekvése
Károlyvárostól 53 km-re, községközpontjától 18 km-re délnyugatra, a Hegyvidék, a Tengermellék és Lika határán, a Nagy-Kapela hegységben fekszik. 176 km2-es területéből 125 km2-t erdő borít és csak 51 km2 terület van megművelve. Az egykori Ogulini járás legnagyobb területű települése. Tengerszint feletti magassága 347 és 468 méter között váltakozik. Nagy területű legelői különösen az állattartásra teszik alkalmassá.

## Története
Drežnica Krakar nevű települését már 1486-ban említi a modrusi uradalom urbáriuma. Krakar akkori területe magában foglalta a mai Drežnica, Jasenak és Musulinski Potok teljes területét is. 1493-ban a török feldúlta Modrus vidékét és a Frangepánok székhelyüket az újonnan felépített Ogulinba tették át. A vlach jog alapján pravoszlávok nagyobb csoportjai 1612-től települtek le itt, majd Drežnicán, Krakaron és Nikoloći fatemplomokat építettek. A lakosság száma folyamatosan nőtt számos új települést létrehozva ezen a vidéken, melyek közül  Krakar, Radojčići, Palice, Padališta, Pražići, Trbovići, Tomići, Vukelići, Stanari, Vrujac, Radlovići, Selište, Seočani, Bosnići, Zrnići, Nikolići, Lokva, Papeži. Ponorac, Lisina, Debeli Lug és Brezno települések voltak ismertek.
A katonai határőrvidék létrehozásával az itteniek kiváltságaik fejében határőr szolgálatra voltak kötelezve, sokan közülük a határ különböző szakaszain szolgáltak. A település első iskolája 1832-ben épült fel. 1842-re felépült a település központjában a Legszentebb Istenanya Születése tiszteletére szentelt pravoszláv templom. Miután a katonai közigazgatás megszűnt 1881-ben Drežnica községközpont lett. 1901-ben felépült új iskolája. Rajta kívül még négy további faluban létesült iskola 1912-ben Krakaron, 1927-ben Breznón, 1929-ben pedig Nikolići és Tomići településeken. A falunak 1880-ban 2458, 1910-ben 4678 lakosa volt. Trianonig Modrus-Fiume vármegye Ogulini járásához tartozott. A második világháború előtt Drežnica közel ötezer lakosával a járás legnagyobb települése volt. A háború alatt a Javornica erdőben partizán kórház működött. Ma itt csontház és felette emlékmű áll. 1942. szeptember 21-én a falu teljesen leégett, mely a háború végéig többször is megismétlődött. Lakossága a háború végére ezer főre esett vissza és ezek közül is 260 katona volt.
A háborút követően 301 család,  1600 drežnicai lakos települt át a Vajdaságba a Szabadka melletti Bajmok településre az ottani nemzetiségi arányokat végleg a szerbek javára fordítva. 1948-ban Drežnicán 2661 lakos élt. 1962-ben megszűnt Drežnica község, a települést előbb Novi Vinodolskihoz, majd 1964-ben Ogulinhoz csatolták. 1970-ben a település nevét Partizanska Drežnicára változtatták, de 1991-ben visszakapta régi nevét. 1979-re elkészült az Ogulin-Jasenak-Drežnica-Brinje főút aszfaltozása Ogulintól Drežnicáig, mely lényegesen megkönnyítette a település megközelítését. Az 1980-as években elkészült a vízvezeték is. A délszláv háború bár a település fejlődését megakasztotta, itt áldozatokat nem követelt. Az iskola épülete 1993-ban még tető alá került, azonban építése nem fejeződött be. A templom újjáépítését is elkezdték 1990-ben de csak 2010-ben tudták felszentelni. Az elkészült alapiskola ma Ivan Brlić-Mažuranić nevét viseli. A településen ma a SKUDD "Đurđevdan" szerb kulturális és művészeti egyesület működik. 2011-ben 509 lakosa volt.

## Lakosság
| Lakosság változása | Lakosság változása | Lakosság változása | Lakosság változása | Lakosság változása | Lakosság változása | Lakosság változása | Lakosság változása | Lakosság változása | Lakosság változása | Lakosság változása | Lakosság változása | Lakosság változása | Lakosság változása | Lakosság változása | Lakosság változása |
| ------------------ | ------------------ | ------------------ | ------------------ | ------------------ | ------------------ | ------------------ | ------------------ | ------------------ | ------------------ | ------------------ | ------------------ | ------------------ | ------------------ | ------------------ | ------------------ |
| 1857               | 1869               | 1880               | 1890               | 1900               | 1910               | 1921               | 1931               | 1948               | 1953               | 1961               | 1971               | 1981               | 1991               | 2001               | 2011               |
| 2458               | 3226               | 3609               | 3839               | 4370               | 4678               | 4250               | 4274               | 2388               | 2382               | 2144               | 1450               | 1126               | 891                | 729                | 509                |

## Nevezetességei
A Legszentebb Istenanya tiszteletére szentelt pravoszláv temploma 1842-ben épült. 1942-ben leégett, de a háború után újjáépítették. Előtte háborús emlékmű áll.